# Vertigo 2
Vertigo 2 è il settimo album in studio del cantante Joseph Williams pubblicato nel 2006.
L'album presenta alcune canzoni scritte nel 2003, ai tempi di Vertigo, che però non sono state inserite nel primo Vertigo. L'album vede ancora una volta la collaborazione dei musicisti del primo Vertigo, ovvero Fabrizio V.Zee Grossi, Francis Benitez e Jason Scheff, più nuovi musicisti, quali Alex Masi, David Harris, Virgil Donati e Masayoshi Yamasuka. Dall'album vengono estratti i singoli In The Blink Of An Eye e I Wanna Live Forever. Nella versione giapponese dell'album è stato inserito il brano Save It All For Me, in un'altra vcersione.

## Tracce
1. In The Blink Of An Eye (J. Bryson, N. Cochran, B. Graul, B. Millard, M. Scheuchzer, R. Shaffer, P. Kipley) - 3:16
2. All For You (B. Mann, G. Burr, Storm) - 4:31
3. Hold Me (T. A. Lee, M. Bronleewe) - 3:52
4. Part Of Me (V. Rhea, M. Tanner) - 3:53
5. Holy (N. Nordeman, M. Hammond) - 3:46
6. I Wanna Live Forever (J. Williams, J. Carbone) - 4:42
7. Save It All For Me (B. LaBlanc) - 4:22
8. Picking Up The Pieces (J. Holderfield) - 2:50
9. Toghether  (F. Ugolini, M. Bozzi) - 4:10
10. There's A Reason (J. Bryson, N. Cochran, B. Graul, B. Millard, M. Scheuchzer, R. Shaffer, P. Kipley) - 4:13
11. Save It All For Me [altern. version]1

1 Trovabile solo nella versione giapponese di Vertigo 2

## Musicisti
- Joseph Williams - voce e tastiera
- Francis Benitez - voce secondaria
- Jason Scheff - voce secondaria
- Fabrizio V.Zee Grossi - tastiera, basso elettrico e voce secondaria
- David Harris - tastiera
- Alex Masi - chitarra elettrica
- Virgil Donati - percussioni
- Masayoshi Yamasuka - percussioni